# Tipula (Eumicrotipula) votiva
Tipula (Eumicrotipula) votiva is een tweevleugelige uit de familie langpootmuggen (Tipulidae). De soort komt voor in het Neotropisch gebied.